# Расков Віктор Вікторович
Віктор Вікторович Расков (нар. 8 травня 1984, Одеса, УРСР) — український футболіст та функціонер, виступав на позиції нападника.

## Життєпис
Вихованець одеського «Чорноморця» та донецького «Шахтаря», кольори яких захищав у молодіжному чемпіонаті (ДЮФЛУ). Влітку 2001 року розпочав футбольну кар'єру в друголіговому «Машинобудівнику» (Дружківка). Потім виступав у другій команді одеського «Чорноморця», аматорському «Сигналі» (Одеса), а також друголігових клубах «Дністер» (Овідіополь) та «Арсенал» (Харків). Влітку 2006 року перейшов до першолігової дніпродзержинської «Сталі». Зігравши один поєдинок, під час зимового трансферного вікна сезону 2006/07 років виїхав за кордон, де підписав контракт з литовським ФК «Шяуляй». На початку 2009 року змінив клуб на «Круоя», але влітку 2009 року перейшов до друголігового польського клубу «Погонь» (Седльце). 
Однак вже через півроку повернувся в ФК «Шяуляй», де з 8-а голами став найкращим бомбардиром команди. Влітку 2011 року повенувся в Україну, де підписав контракт з харківським «Геліосом». У Лізі Європи 2010/11 грав проти «Вісли» (Краків). У 2013 році перейшов до краматорського «Авангарда». У 2014 році виступав у Вищій лізі Узбекистану в складі «Андижана», але повернувся в Україну й решту сезоні відіграв у одеській «Реал Фарма». У 2015 році захищав кольори аматорської на той час одеської «Жемчужини». З липня 2016 по 30 березня 2017 року працював адміністратором у складі «Жемчужини». Навесні 2017 року по ходу сезону приєднався до «Воркути» (Торонто) з Канадської футбольної ліги.